# Celama ceramota
Celama ceramota är en fjärilsart som beskrevs av Turner 1944. Celama ceramota ingår i släktet Celama och familjen trågspinnare. Inga underarter finns listade i Catalogue of Life.